# Suillellus luridus
(Suillellus luridus, Jacob Christian Schäffer, 4: 78 (1774).)
Il boleto lurido (Suillellus luridus (Schaeff.), Murrill, 1909) è un fungo appartenente alla famiglia Boletaceae piuttosto apprezzato in certe zone mentre in altre evitato in quanto considerato di qualità scadente per via del suo aspetto non molto gradevole.
Le qualità organolettiche di questa specie sono eccellenti per via del sapore buono, anche se poco aromatico, e della compattezza della carne.
Si raccomanda tuttavia di non consumarlo insieme a grosse quantità di alcolici in quanto contiene sostanze che, pur essendo innocue, rallentano il metabolismo dell'Alcool etilico facendo accumulare acetaldeide nel sangue, e procurando in tal modo un senso di ebbrezza e di nausea che può durare anche diverse ore.

## Etimologia
Il nome deriva dal latino luridus = brutto o sporco, per il suo aspetto e per la tendenza a macchiarsi di verde-bluastro.

## Descrizione

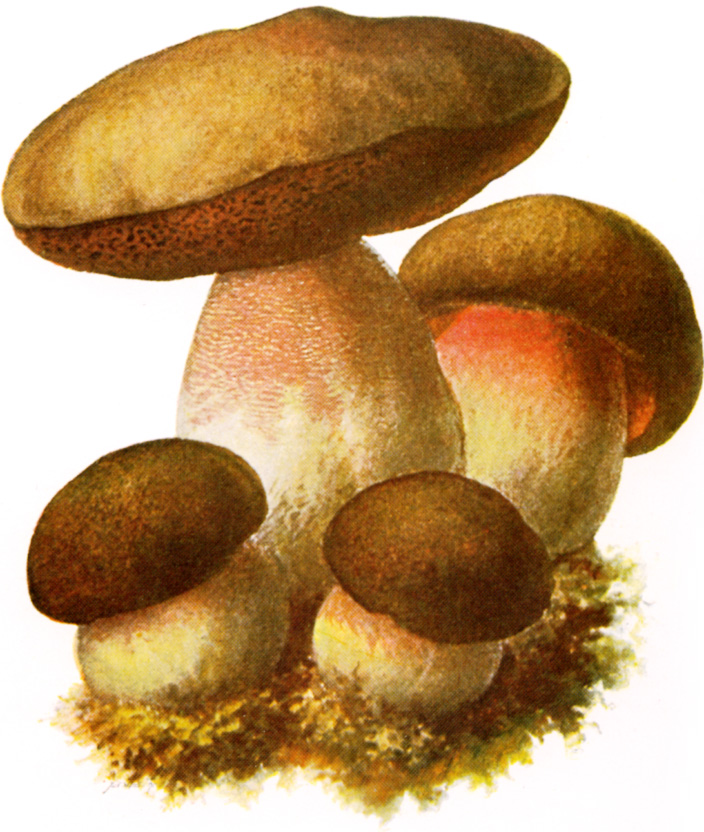
Illustrazione di S. luridus

### Cappello
Il cappello è carnoso, emisferico, convesso o pianeggiante, raggiungente a maturità 12–15 cm di diametro, di color grigiastro o bruno-chiaro, bruno-olivaceo o rossastro, superficie vellutata, poi liscia e un po' vischiosa a tempo umido.

### Pori
I pori sono piccoli, rotondi, prima di colore arancione e poi rossi, volgenti al bluastro al tocco.

### Tubuli
I tubuli sono lunghi, minuti, giallo-olivastri, viranti all'azzurro al tocco, facilmente separabili dal cappello che rivela così nella sua pagina inferiore il medesimo colore dei pori.
In realtà, la superficie inferiore del cappello, dopo aver asportato i tubuli è di colore arancio-rosso e ciò certifica con certezza la specie luridus, altri Boleti simili non hanno mai la superficie inferiore del cappello di colore arancio-rosso, ma, come il Boletus caucasicus, di colore giallo, quest'ultimo ha il gambo privo di reticolo.

### Gambo
Il gambo misura 6-20 x 2–5 cm, centrale, clavato o panciuto, robusto, compatto, nella parte superiore ricoperto da un grossolano reticolo di colore rosso, nella parte inferiore chiazzato di rosso.

### Carne
La carne è biancastra o gialliccia, assumente rapidamente, alla rottura, una tinta verdognola e poi azzurrognola. Presenta tonalità rossicce più o meno evidenti al di sotto dei tubuli, sulla superficie nascosta del cappello (asportare i tubuli con un coltello).
- Odore: speciale (fungino), intenso.
- Sapore: grato, dolce. Acidulo da crudo.

### Spore

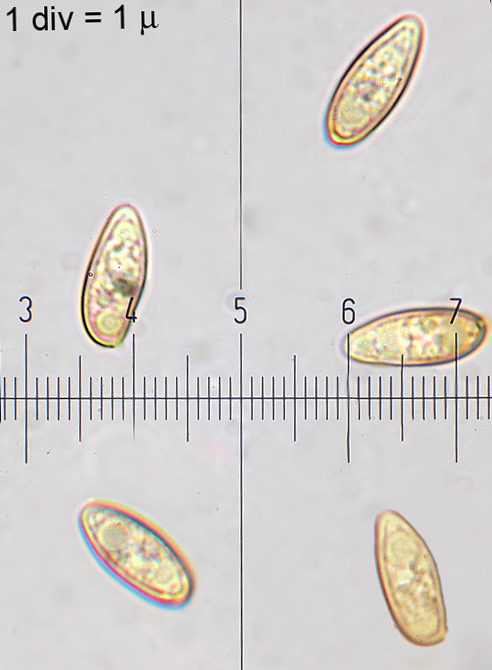
Spore di S. luridus

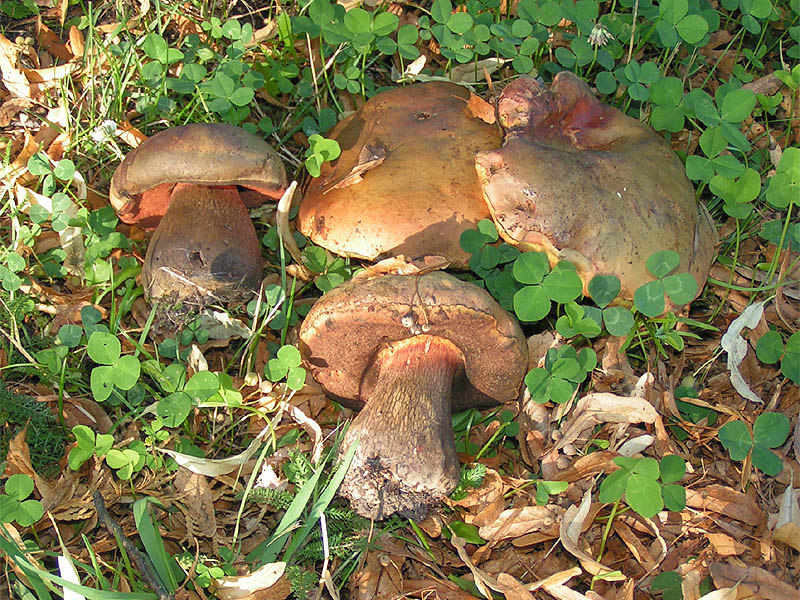
Gruppo di S. luridus

Le spore misurano 11-15 x 5-7 µm, fusiformi, lisce, ellittiche, guttulate, grigio-verdastre, bruno-oliva in massa.

## Habitat
Fruttifica in estate-autunno, nei boschi di latifoglie e conifere.

## Commestibilità
Può essere consumato previa cottura, poiché contiene sostanze tossiche termolabili (di solito viene bollito e gettata l'acqua prima di essere consumato o conservato).
Questa specie in passato era ritenuta velenosa per il mutamento del colore della sua carne e per la somiglianza al Rubroboletus satanas.
In alcune regioni d'Italia è una specie piuttosto apprezzata (per la sua carne molto compatta che non scuoce nemmeno dopo una lunga cottura), a volte anche al pari dei ben noti porcini. Nei carpofori maturi va scartato il gambo, perché fibroso.

## Specie simili
|  | Neoboletus erythropus, per via della base del gambo con tonalità rosse e del violento viraggio al blu. Il S. luridus si distingue tuttavia da quest'ultimo per un particolare immediatamente visibile: S. luridus è provvisto sul gambo di un netto reticolo rosso a maglie poligonali larghe ed allungate, mentre N. erythropus ha il gambo finemente punteggiato. |
|  | In alcune sue forme potrebbe essere confuso con Rubroboletus satanas (velenoso), caratterizzato dal cappello biancastro invece che bruno, e il cui viraggio della carne al blu però è più lento. |

## Sinonimi e binomi obsoleti
- Boletus rubeolarius Bull., Herbier de la France: tab. 490 (1791)
- Dictyopus luridus (Schaeff.) Quél., (1888)
- Leccinum luridum (Schaeff.) Gray, A Natural Arrangement of British Plants (London) 1: 648 (1821)
- Leccinum rubeolarium (Sowerby) Gray, A Natural Arrangement of British Plants (London) 1: 648 (1821)
- Tubiporus luridus (Schaeff.) P. Karst., (1871)

## Nomi comuni
- Cagnante "Cangiante" - Provincia di Viterbo
- Boleto lurido
- Mussi i Voi - Muso di bue (Sicilia)
- Mussu i bboi - Muso di bue (dialetto reggino)
- Verro (appennino tosco-emiliano)
- Bolet blafard (FR)
- Netzstieliger Hexenröhrling (DE)
- Caoron (ovvero caprone in italiano) - (Belluno)
- Brisa cambia color - (Feltre)
- Massa Cà - Riviera Garda Bresciano
- Sprucchiamamma - (Altopiano della Sila, Serre Calabresi)
- Sürla - val Vestino